# Lac del Guavio
Le lac del Guavio est un lac de barrage situé dans le département de Cundinamarca, en Colombie. Il est formé par le barrage Alberto Lleras, construit en 1990.

## Géographie
Le lac del Guavio est situé à 60 km à l'est de la ville de Bogota, sur le cours des ríos Guavio, Batatas et Chivor. Il est bordé par les municipalités de Gachalá, Ubalá et Gama. 
Le lac a un volume de 208 millions de m3. Il s'étend sur 150 km2, ce qui en fait la deuxième plus étendue retenue d'eau du pays derrière le lac Guájaro.